# Juge fédéral des États-Unis
 (juillet 2024).
Si vous disposez d'ouvrages ou d'articles de référence ou si vous connaissez des sites web de qualité traitant du thème abordé ici, merci de compléter l'article en donnant les références utiles à sa vérifiabilité et en les liant à la section « Notes et références ».
 (juin 2024).
La mise en forme du texte ne suit pas les recommandations de Wikipédia : il faut le « wikifier ».
Les points d'amélioration suivants sont les cas les plus fréquents. Le détail des points à revoir est peut-être précisé sur la page de discussion.
- Les titres sont pré-formatés par le logiciel. Ils ne sont ni en capitales, ni en gras.
- Le texte ne doit pas être écrit en capitales (les noms de famille non plus), ni en gras, ni en italique, ni en « petit »…
- Le gras n'est utilisé que pour surligner le titre de l'article dans l'introduction, une seule fois.
- L'italique est rarement utilisé : mots en langue étrangère, titres d'œuvres, noms de bateaux, etc.
- Les citations ne sont pas en italique mais en corps de texte normal. Elles sont entourées par des guillemets français : « et ».
- Les listes à puces sont à éviter, des paragraphes rédigés étant largement préférés. Les tableaux sont à réserver à la présentation de données structurées (résultats, etc.).
- Les appels de note de bas de page (petits chiffres en exposant, introduits par l'outil «  Source ») sont à placer entre la fin de phrase et le point final[comme ça].
- Les liens internes (vers d'autres articles de Wikipédia) sont à choisir avec parcimonie. Créez des liens vers des articles approfondissant le sujet. Les termes génériques sans rapport avec le sujet sont à éviter, ainsi que les répétitions de liens vers un même terme.
- Les liens externes sont à placer uniquement dans une section « Liens externes », à la fin de l'article. Ces liens sont à choisir avec parcimonie suivant les règles définies. Si un lien sert de source à l'article, son insertion dans le texte est à faire par les notes de bas de page.
- La présentation des références doit suivre les conventions bibliographiques. Il est recommandé d'utiliser les modèles {{Ouvrage}}, {{Chapitre}}, {{Article}}, {{Lien web}} et/ou {{Bibliographie}}. Le mode d'édition visuel peut mettre en forme automatiquement les références.
- Insérer une infobox (cadre d'informations à droite) n'est pas obligatoire pour parachever la mise en page.

Pour une aide détaillée, merci de consulter Aide:Wikification.
Si vous pensez que ces points ont été résolus, vous pouvez retirer ce bandeau et améliorer la mise en forme d'un autre article.
Aux États-Unis, le titre de juge fédéral (en anglais : federal judge) désigne un juge (en vertu de l'Article III de la Constitution des États-Unis) nommé par le président et confirmé par le Sénat en vertu de la « clause de nomination » prévue à l' Article II de la Constitution des États-Unis.
Les juges fédéraux comprennent les juges de la Cour suprême des États-Unis, des cours d'appel fédérales et des cours de district fédérales. 
Leur rôle principal est d'interpréter les lois fédérales, de juger les affaires relevant de la compétence des tribunaux fédéraux, tant en matière civile que pénale, et de veiller à l'application de la Constitution. 

## Les différents types de juge fédéral des États-Unis
Ces postes comprennent le juge en chef et les juges assesseurs de la Cour suprême, les juges des cours fédérales d'appel et les juges des cours de district des États-Unis. Tous les juges décrits jusqu'à présent sont parfois appelés « juges relevant de l'Article III » car ils exercent le pouvoir judiciaire dévolu au pouvoir judiciaire du gouvernement fédéral en vertu de l'Article III de la Constitution. En outre, les juges du Tribunal de commerce international des États-Unis exercent le pouvoir judiciaire conformément à l'Article III.
En janvier 2009, un total de 3 168 personnes était employé comme juges de niveau fédéral : 2 645 pour les 94 courts de district, 687 pour des 13 cours d'appel, 50 juges pour les  " circuit courts "  désormais obsolètes et 110 pour les cours de justice en dernier degré. Le nombre total de postes budgétaires pour des juges à compétence fédérale était alors de 3 492 emplois.
En mars 2024, le nombre de juges fédéraux nommés et confirmés au vu des dispositions des articles III et I de la Constitution des États-Unis est fixé à 890 juges : 870 (pour les juges visés par l'article III) et 20 (pour les juges visés par l'article I).
À ce nombre s'ajoutent d'autres juges fédéraux qui siègent dans 8 autres cours fédérales et dont leur nomination ne relève pas d'actes de nomination effectués par le Président des États-Unis et confirmés par le Sénat ; leur nombre est évalué à moins de cent cinquante juges.
À titre d'informations le bureau chargé de la collecte des données du total des emplois judiciaires aux États-Unis (qui est un service du ministère fédéral de la Justice) avait décompté en 2022 environ 17 000 juges dépendant des courts des Etats fédérés, environ 13 000 juges des tribunaux des comtés et environ 12 000 juges à compétence administrative, répartis dans tous les États-Unis. Quant aux avocats, l'association du barreau américain (A.B.A.) a dénombré au 1 er janvier 2023  un total de 1 327 010 personnes relevant de la profession d'avocats au sein des États-Unis.

## Pouvoirs et fonctions
La fonction principale des juges fédéraux est de résoudre les affaires portées devant les tribunaux fédéraux des États-Unis. Aux États-Unis, la plupart des tribunaux fédéraux sont des tribunaux qui jugent des affaires civiles et pénales relevant de leur compétence spécifique. Les juges des tribunaux de district sont réputés avoir l'autorité nécessaire pour statuer sur les affaires dont ils sont saisis, allant de la fixation des dates des procès et des audiences, à la condamnation pour outrage des parties ayant des comportements abusifs.

## Durée du mandat et rémunération
Les juges fédéraux visés par l'article III de la Constitution (par opposition aux juges de certains tribunaux dotés de juridictions spéciales), remplissent leurs fonctions « dans des conditions de bonne conduite » et sont souvent « nommés à vie ». Les juges restent en place jusqu'à leur démission, leur décès ou leur destitution. L'orthodoxie judiciaire veut que les juges fédéraux ne puissent être démis de leurs fonctions que par destitution de la Chambre des représentants suivie d'une déclaration de culpabilité par le Sénat.
Comme le processus de destitution requiert un procès devant le Sénat des États-Unis et que la disposition constitutionnelle concernant le mandat des juges fédéraux ne peut être modifiée sans la ratification des trois quarts des États, les juges fédéraux disposent sans doute de la meilleure sécurité d'emploi disponible aux États-Unis.
En 2024, au vu des dispositions du décret présidentiel (" executive order 14113 ") signé le 21 décembre 2023 par Joe Biden, les juges fédéraux à compétence administrative ont droit à une rémunération entre 128 200 et 191 900 dollars, au vu de leur ancienneté. Les juges fédéraux de district ont droit à une rémunération annuelle de 243 000 $ (au lieu de 232 600 $ pour l'année 2023), les juges fédéraux des courts d'appel ont une rémunération de 257 900 $ (au lieu de 246 600 $ en 2023)
Les membres de la Cour Suprême gagnent 298 500 $ (au lieu de 285 400 $ l'année précédente). Le Président de la Cour Suprême a droit à une rémunération supérieure de 312 200 $ (au lieu de 298 500 $ en 2023).
Tous les juges fédéraux sont autorisés à gagner un maximum de 21 000 dollars supplémentaires par an s'ils ont une activité d'enseignement auprès d'universités .
Bien que les salaires des juges fédéraux sont le double de ceux de l'américain moyen, il est dénoncé que leurs revalorisation ne suit pas l'inflation et que pour un juge expérimenté, le secteur public est beaucoup moins lucratif par rapport au secteur privé.

## Source
- (en) Cet article est partiellement ou en totalité issu de l’article de Wikipédia en anglais intitulé « United States federal judge » (voir la liste des auteurs).